# أدريان سزوك
أدريان سزوك هو لاعب كرة قدم صربي في مركز الوسط، ولد في 1 يوليو 1998 في زينتا في صربيا. لعب مع هيراكليس ألميلو.

## وصلات خارجية
- أدريان سزوك على موقع الاتحاد الأوربي (الإنجليزية)
- أدريان سزوك على موقع قاعدة بيانات كرة القدم.إي يو (الإنجليزية)
- أدريان سزوك على موقع Soccerway.com (الإنجليزية)